# Sanctuaire Notre-Dame-du-Rosaire de Namyang
Le sanctuaire Notre-Dame du Rosaire de Namyang à Hwaseong (Corée du Sud), est un édifice religieux catholique et lieu de pèlerinage marial, dédié à Notre-Dame du Rosaire le 7 octobre 1991. Il fut construit là où de nombreux catholiques furent martyrisés durant la persécution Byungin (1866).

## Parcours de prière
Des allées de plus d'un kilomètre de long sont aménagées en jardin planté d'arbres et de fleurs pour aider les pèlerins à prier les vingt mystères du rosaire matérialisés par des boules de granit pour chacun des vingt Notre Père et des deux cents Ave Maria. 
Des statues de granit sont réparties sur ce parcours :
- une statue de Marie, de 3.50 mètres de haut, les bras ouverts dans une attitude d'accueil. Les mains de l'Enfant Jésus sont agrippées aux franges des vêtements de sa mère ;
- un calvaire avec Marie et Jean au pied de la Croix ;
- une statue du Sacré-Cœur de Jésus ;
- une statue de Saint Joseph